# Minori (Italia)
Minori (Minùrë in campano) è un comune italiano di 2 570 abitanti della provincia di Salerno in Campania, parte della costiera amalfitana.
Antica località vacanziera dell'aristocrazia romana, come testimoniato dal rinvenimento di un'estesa villa patrizia risalente al I secolo, è oggi una popolare meta turistica per i paesaggi naturali nonché per la rinomata tradizione culinaria. Per quest'ultimo motivo è conosciuta come "Città del Gusto", mentre per il suo clima mite e piacevole è denominata "Eden della Costiera Amalfitana".
L'intero territorio comunale è stato dichiarato Patrimonio dell'umanità dall'UNESCO nel 1997, assieme agli altri paesi della Costa d'Amalfi.

## Geografia fisica

### Territorio

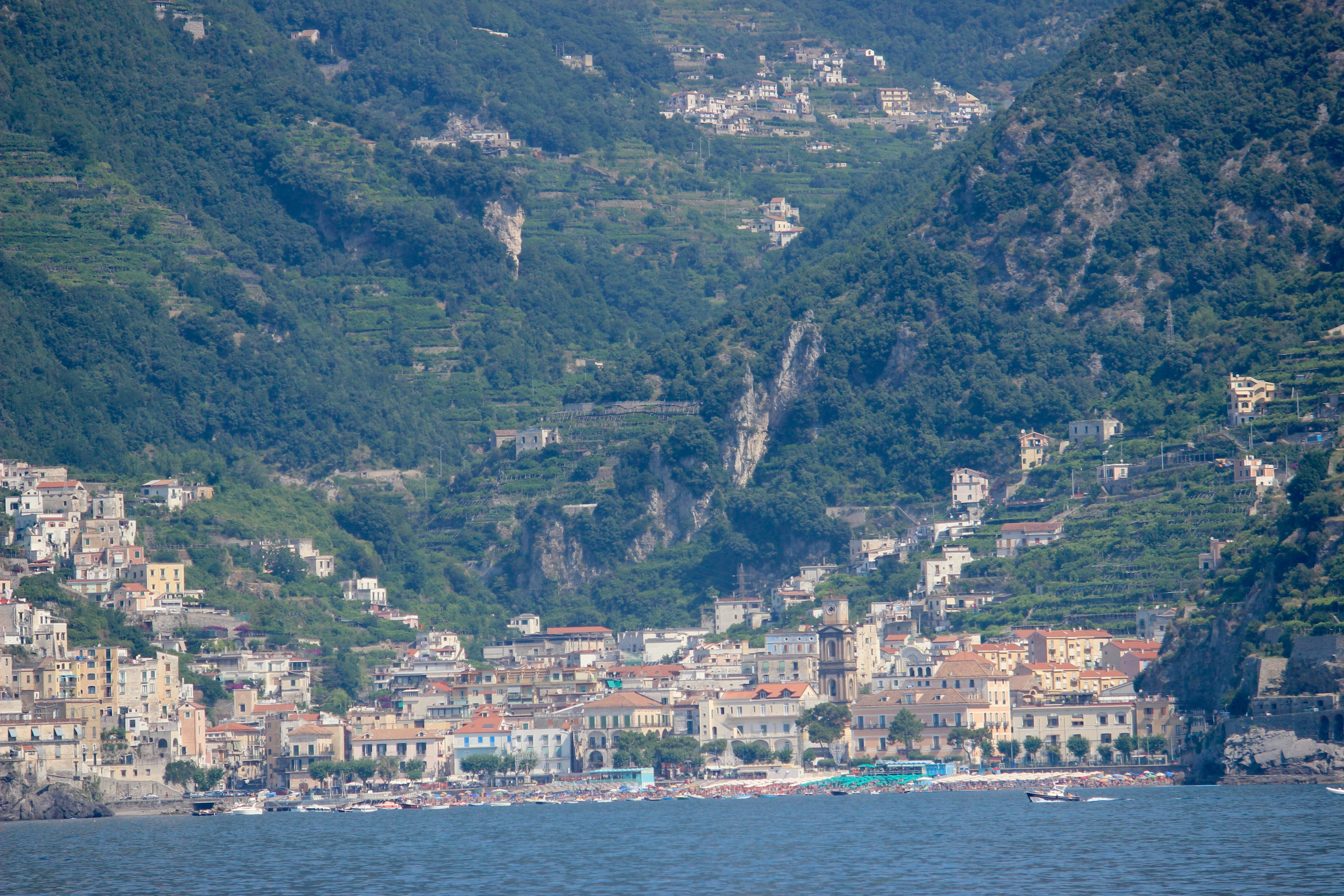
Veduta di Minori dal mare

Il territorio del Comune di Minori confina con il territorio di Maiori a est e a nord e con quello di Ravello a nord e a ovest. Risulta costituito dalle frazioni di Villa Amena, Montecita, Torre Paradiso, Monte, Petrito, Montuonica, Via Pioppi e Torre. La superficie comunale è meno vasta di quella di Maiori e pari a 2,56 km². L'area minorese, così come le aree delle altre città costiere, ha avuto origine da eventi alluvionali che con l'apporto di detriti hanno formato pianure di estensione limitata. La morfologia del territorio è caratterizzata da rilievi aspri, con versanti molto acclivi e non di rado perpendicolari al suolo. La costa è perciò alta, a strapiombo, localmente interrotta da canaloni e vallate formatesi a seguito di fasi di frattura e dell'erosione carsica. Proprio nelle vallate, oltre che nei pianori a quota collinare, è concentrata la presenza antropica.
L'area urbana di Minori venne realizzata dopo il ritrovamento delle reliquie di Santa Trofimena, nel VII secolo, e corrispondeva a quella degli altri centri marittimi del ducato amalfitano: un centro urbano più densamente popolato intorno al quale si sviluppavano piccoli villaggi di carattere rurale. Il centro abitato era collegato alle città vicine soprattutto via mare, ma esistevano comunque dei tragitti terrestri, costituiti da ripide scalinate pubbliche e da lunghi sentieri.

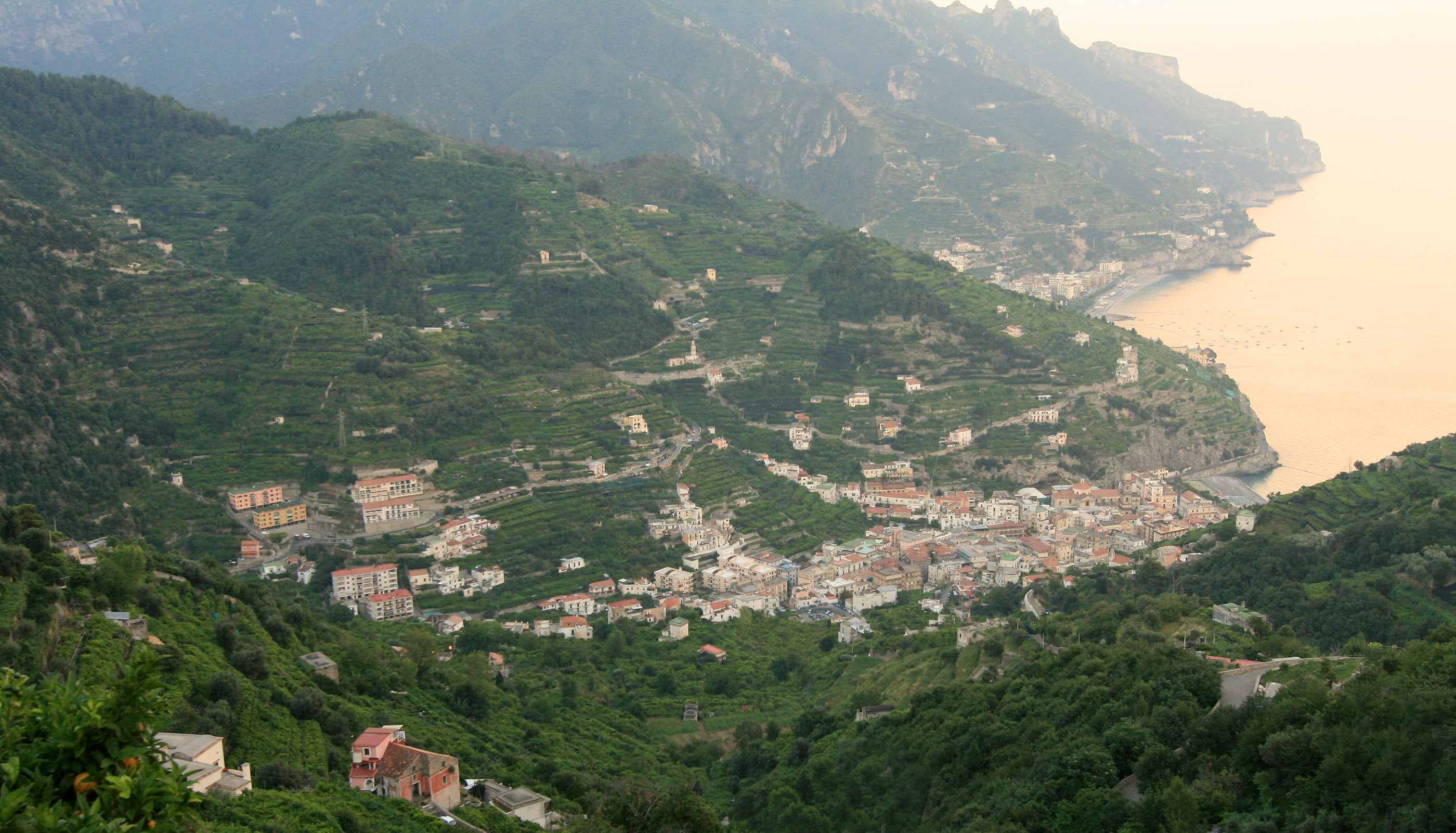
Veduta di Minori dal vicino comune di Ravello

Nel Medioevo, Minori era divisa in tre aree: quella marittima, quella agricola e, infine, quella urbana. L'area marittima si estendeva lungo il litorale e coincideva in gran parte con l'arenile che si sviluppava a meridione della cinta muraria. Questa era caratterizzata da una serie di strutture, come gli scaria, installati per l'attracco delle imbarcazioni. Nella stessa area esisteva un piccolo arsenale, mentre sulla spiaggia erano presenti (fin dall'Alto Medioevo) diverse botteghe, di proprietà della Chiesa e delle famiglie più importanti del Ducato, attive nella pratica della mercatura. Il centro urbano era invece caratterizzato dalla presenza della Platea Publica, che fino alla fine dell'Età moderna ospitava sia la residenza vescovile, sia le residenze delle famiglie nobili. Nelle vicinanze della piazza sorgevano delle botteghe, tra le quali è utile menzionare quelle adibite alla vendita al minuto di olio e formaggio, nonché di varie qualità di vini. L'elemento architettonico tipico era quindi la domus, una struttura di almeno tre piani, spesso circondata da orti e giardini, che ancora oggi è possibile ammirare a Minori. L'area urbana del centro medievale era racchiusa in una cinta muraria che, per quanto concerne il tratto marittimo, esisteva già verso la metà dell'XI secolo.
Col trascorrere dei secoli l'assetto urbanistico della città ha subito notevoli variazioni; conserva, tuttavia, l'originale aspetto di centro costiero. Il nucleo principale si colloca a ridosso della costa e a cavallo del corso d'acqua principale del Reginna Minor, ed è costruito dal nucleo storico delle zone urbane di recente formazione. La parte del territorio non urbanizzata, invece, è composta da terrazzamenti, in gran parte coltivati a limoneto, che rappresentano un segno inconfondibile del territorio della penisola, e dalle aree boscate in corrispondenza delle fasce altimetriche di maggiore elevazione.
Il territorio minorese, come quello dell'intera costiera amalfitana, è stato soggetto per secoli all'attività eruttiva del Vesuvio e a vari fenomeni disastrosi che ne hanno condizionato l'abitabilità. Soprattutto per questo motivo, l'aspetto di Minori è relativamente moderno e i suoi edifici storici ancora esistenti, nonostante le antiche origini, sono assai pochi.

#### Orografia
Il comprensorio è parte integrante dell'ambiente insediativo denominato Penisola sorrentina, individuato dal Piano Territoriale Regionale, che coincide con l'Ambito identitario della Penisola Amalfitana definito dal Piano Territoriale di Coordinamento della Provincia di Salerno.
Il territorio di Minori ricade nell'unità di paesaggio dei Monti Lattari, connotata da rilevantissimi valori paesaggistici. Il territorio comunale è fortemente condizionato dalla conformazione della valle del Reginna Minor, che nell'ambito dei confini comunali si sviluppa tra la fascia altimetrica dei 600-700 m s.l.m. fino a raggiungere le quote prossime al livello del mare. La valle, impostata su di un importante lineamento tettonico, è caratterizzata da un profilo stretto che solo in prossimità della costa si apre a ventaglio aperto verso il mare.
Le principali cime del territorio minorese sono
- Monte Brusale (642 m s.l.m.)
- La Punta (419 m s.l.m.)
- Colle Discete (467 m s.l.m.)
- Colle Punta Mele (603 m s.l.m.)
- Colle Acqua Salice (635 m s.l.m.)

#### Idrografia
L'idrografia superficiale è caratterizzata dal torrente Reginnolo (o Farinola), che nasce dalla dorsale montuosa e che, attraverso le profonde incisioni della vallata, defluisce a mare con foci che nel corso dei secoli hanno subito variazioni di sbocco (nel caso di Minori è stato possibile ricostruire il paleoalveo). In passato le massaie del posto, per fare il bucato, si servivano di lavatoi comuni situati lungo il corso del fiume.
In passato, questo fiume alimentò industrie per la carta e mulini distribuiti dalla parte più interna sino al mare. L'industria cartaria rappresentò per lungo tempo un'attività economica assai fiorente. Nel corso del XIV secolo, poi, lungo il fiume furono costruiti vari trappeti che, usufruendo delle stesse tecniche dei mulini, producevano un olio finissimo. Durante l'alluvione di Salerno del 1954, il Reginna allagò diversi locali interrati e provocò la morte di tre persone.

#### Flora e fauna
Lungo il versante montuoso, la vegetazione spontanea appare divisa in tre fasce: quella marittima, dove prevalgono il carrubo e l'olivastro; quella collinare, caratterizzata dal leccio; e l'ultima, nelle zone più elevate, dove crescono l'ontano napoletano e il castagno, da cui si ricavano sia frutti sia pali da utilizzare nei vigneti.

#### Sismicità
Pur presentando numerose famiglie di faglie, l'area di Minori e della costiera non risulta sismogenetica. L'assenza di sismiti nella serie delle formazioni litoidi conferma la sostanziale stabilità, databile a 30 000 anni. Tuttavia, l'area risente e ha risentito in passato sia dei terremoti di origine vulcanica sia di quelli che hanno avuto la propria zona epicentrale nell'Appennino Campano-lucano.
- Classificazione sismica: zona 3 (sismicità bassa), Ordinanza PCM. 3274 del 20/03/2003.

### Clima
La stazione meteorologica più vicina è quella di Ravello. In base alla media trentennale di riferimento 1961-1990, la temperatura media del mese più freddo, gennaio, si attesta a +7,3 °C; quella del mese più caldo, agosto, è di +23,4. °C

## Origini del nome
Già all'atto della sua edificazione, Minori assunse la denominazione di Rheginna Minor, allo scopo di essere differenziata dalla più grande e contigua Rheginna Maior (da cui vengono gli odierni nomi "Minori" e "Maiori"). Sull'origine del toponimo Reginna sono state avanzate alcune ipotesi da parte degli storiografi locali dei secoli passati. Filippo Cerasuoli propende per l'origine etrusca; mentre Pompeo Troiano e Matteo Camera sono favorevoli a una derivazione greca e, quindi, attribuiscono al termine il significato di "frattura rocciosa". Di certo, comunque, il toponimo rappresenta, come nel caso della contigua Maiori, un'estensione all'abitato della denominazione del fiume (Reginna Minor). È probabile anche che il toponimo derivi dal termine latino regina, mediante il quale si indicavano vie principali di comunicazione. Nel corso del XIII secolo scomparve l'appellativo Reginna, per cui i due vicini centri costieri furono identificati mediante le denominazioni di Minori e Maiori, derivate dalla sostantivizzazione degli attributi latini legati agli antichi toponimi.

## Storia

### Antichità
Minori fu, come dimostrano le ricerche archeologiche, il più antico sito abitato della costiera amalfitana. Al di sotto della zona pianeggiante dell'odierno centro urbano si sviluppa infatti una villa romana marittima risalente al I secolo d.c., organizzata su due piani, di cui si conserva solo quello inferiore, decorata con affreschi e mosaici. Questa villa, appartenente ad un esponente del patriziato senatorio o equestre, fu attiva per tutta l'Età giulio-claudia. In seguito fu gradualmente abbandonata e, quindi, inesorabilmente coperta da cumuli di materiale lavico eruttato dal Vesuvio e precipitato poi a valle a causa di forti piogge torrenziali. La storia della villa e, di conseguenza, quella del primitivo nucleo abitato di Minori sembrano misteriosamente interrompersi intorno al IV secolo d.c..
La Cronaca della Minori Trionfante, fonte letteraria di rilevante importanza per la ricostruzione storica della città costiera, riporta un'antica tradizione, secondo la quale il primo nucleo abitato di Minori si sarebbe sviluppato nella località interna e collinare di Forcella. Tale tradizione, in accordo con le varie leggende di fondazione di Amalfi e degli altri centri del territorio, confermerebbe nel contempo anche la tesi della moderna storiografia amalfitana, la quale trova nelle incursioni germaniche del V secolo e nella conseguente fuga sui Monti Lattari delle popolazioni della Valle del Sarno le origini degli insediamenti costieri. Secondo Marino Freccia, giurista ed erudito del Cinquecento, il più antico nome dell'abitato fu Reginella, perché, scriveva, come una regina risplendeva tra tutte le città della Costiera, mentre tre secoli dopo Pompeo Troiano, autore della Cronaca Reginna Minori Trionfante, salutava con orgoglio municipale come progenitori dei suoi minoresi i valorosi Troiani scampati alla distruzione della città di Troia.
La tradizione minorese afferma che il primitivo abitato di Forcella fu abbandonato al tempo in cui avvenne il miracoloso ritrovamento delle reliquie di Santa Trofimena sulla spiaggia sottostante nel VII secolo. Gli abitanti, infatti, avrebbero fondato una chiesa in onore della Santa e un nuovo insediamento lungo il litorale. Il nuovo insediamento venne edificato dagli abitanti di Scala che, scesi a valle, avrebbero dato luogo a un centro marittimo, incoraggiati anche dal fatto che le confinanti popolazioni germaniche non avrebbero potuto costituire una minaccia sul mare, in quanto non abili navigatori. Il nuovo villaggio, già all'atto della sua edificazione, assunse la denominazione di Rheginna Minor.

### Medioevo
Per tutto il Medioevo la storia di Minori seguì assai da vicino quella di Amalfi e di tutto il territorio della Costiera, una delle tante aree del Mezzogiorno d'Italia sotto l'influenza bizantina; compresa all'inizio nel grande e unico ducato autonomo bizantino di Napoli (cioè non sottoposto direttamente all'Impero d'Oriente), esteso lungo la fascia costiera della Campania e fino al basso Lazio, successivamente, in seguito alle incursioni longobarde del IX secolo, la Costa di Amalfi si andò distaccando dal controllo napoletano, fino a formare un proprio Ducato autonomo retto dapprima da magistrati eletti e subito dopo, dalla fine dello stesso IX secolo, da dinastie ducali ereditarie.
Nell'inverno dell'838 il principe longobardo Benevento Sicardo, nell'ambito di un preciso disegno politico di conquista ed espansione, assalì Amalfi e se ne insignorì per mesi; fu in quella occasione che i longobardi trafugarono il corpo di Santa Trofimena trasportandolo a Benevento per nobilitare con le preziose reliquie la propria chiesa e fornire alla città un'ulteriore divina protezione. La cosa accadde malgrado il vescovo di Amalfi, Pietro, avesse fatto trasportare, in previsione dell'assalto, il santo corpo da Minori, dove da tempo era stato solennemente collocato, al riparo delle mura di Amalfi, che evidentemente offriva rifugio più valido rispetto a Minori; tuttavia quest'ultima meno di un anno dopo avrebbe di nuovo accolto e per sempre le venerate spoglie della Santa, mentre il terribile Sicardo veniva assassinato in una congiura di palazzo.
Con la nascita del vescovado suffraganeo di Amalfi, avvenuta nel 987 come riconoscimento della conservazione delle sacre reliquie di Santa Trofimena, prima protettrice di tutti gli Amalfitani, l'abitato di Reginna Minor o Reginella (poi conosciuto solo come Minori) dovette ricevere uno sviluppo di carattere urbano che, nel XIII secolo, le fece guadagnare l'attributo di civitas. La prosperità e lo sviluppo di Minori, però, furono in più di un'occasione messi in crisi, a causa soprattutto di incursioni e assalti provenienti dal mare. Nel X secolo fu attaccata dal capo saraceno Boalim, mentre nel 1135 (con la conquista del Ducato di Amalfi da parte dei Normanni) subì un saccheggio da parte delle galee pisane giunte nel golfo in difesa di Napoli, minacciata dai Normanni.
Con la dominazione normanna e poi con quella sveva (vedi Regno di Sicilia), il Ducato di Amalfi perse ogni potere politico ed economico. In seguito alla ventennale Guerra del Vespro, Minori fu sottoposta al blocco navale. Le gravi conseguenze del conflitto determinarono una profonda carestia, per cui nel 1301 il governo centrale dovette stabilire uno sgravio fiscale in favore della popolazione minorese. Inoltre, nel 1306 e nel 1348, due terribili pestilenze decimarono notevolmente la stessa popolazione: Minori fu tra le città che ottennero, per speciale concessione di Carlo II, la riduzione sia pur provvisoria della metà del carico fiscale.
Nel 1419, Giovanna II d'Angiò concesse Minori (Maiori e gran parte della parte occidentale della costiera amalfitana) in feudo a Ottaviano Colonna. Successivamente Minori sarebbe passata più volte di mano. Alfonso d'Aragona l'avrebbe concessa a Raimondo Del Balzo Orsini, il successore Ferrante ad Antonio Piccolomini, la cui famiglia sarebbe rimasta a Minori, con una breve interruzione, per circa 123 anni. Non mancarono mai però, quasi con cadenza periodica, le incursioni di pirati alle coste di Minori e dei paesi vicini, come quella del terribile Khayr al-Din Barbarossa nel XVI secolo.

### Età Moderna
La struttura urbana di Minori subì, in Età Moderna, varie trasformazioni, determinatesi al tempo del vicereame spagnolo. Furono potenziate le difese marittime nel corso del XVI secolo per resistere alle incursioni dei corsari barbareschi, mentre gli edifici di culto diminuirono sensibilmente. Questo periodo non fu certamente felice per Minori; la vita cittadina venne afflitta da una profonda crisi economica per un insieme di motivi: incertezza politico-amministrativa e calamità d'ogni genere, in varie epoche, afflissero la popolazione. L'11 aprile 1597 Minori e tutta la costa vennero investite da una violenta mareggiata: molte imbarcazioni andarono distrutte, tutte le mura cittadine prospicienti il mare gravemente danneggiate, gran parte di esse seppellite dal mare. Il 21 dicembre 1631 l'eruzione del Vesuvio causò inoltre numerosi danni al paese. Successivamente fu colpito da epidemie di peste e di colera, particolarmente negli anni 1636 e nel 1656: gravissima fu quest'ultima allorché, su un totale di 264 fuochi (circa 1 100 abitanti) si ebbero 355 morti di cui 2 ad aprile, 8 a maggio, 26 a giugno, 211 a luglio, 31 ad agosto e 7 a settembre. Altri danni Minori subì in seguito all'alluvione del 10 dicembre 1696, causato dal perdurare delle piogge violente. Poi, fra il XVI e il XVII secolo, l'economia del paese fu aggravata dalle numerose imposizioni fiscali decretate in quel periodo.
Nel 1799, in seguito ai moti rivoluzionari napoletani, Minori venne "municipalizzata e democratizzata" da elementi della borghesia e del clero locale: più eclatante fu l'innalzamento dell'albero della libertà, simbolo della Rivoluzione francese.
Fin dai primi tempi del regno di Giuseppe Bonaparte, si auspicava la costruzione di una nuova strada rotabile per rompere il secolare isolamento in cui erano costretti a vivere le popolazioni della costiera amalfitana. Si iniziò a costruire tale tratto nel 1811, e l'opera fu portata a compimento nel 1852. Quest'ultima venne discussa e approvata all'unanimità, ma la progettazione generale subì nel corso dell'esecuzione profonde e sostanziali modificazioni: nel 1830, mentre si stava ultimando il tratto Amalfi-Maiori, venne variato il tracciato in quanto si ritenne più conveniente seguire la linea Maiori-Capo d'Orso-Vietri, giudicata più agevole e molto più economica. Il Comune di Minori contribuì alla realizzazione dell'opera con le seguenti somme: cinquemila ducati nel decennio francese (1811-1815), quarantamila ducati nel periodo borbonico (1815-1855).
A metà del XIX secolo a Minori non mancarono momenti di tensione sociale in relazione alla precaria situazione politico-istituzionale verificatasi nel Regno delle Due Sicilie: tuttavia non si manifestarono episodi particolarmente eclatanti.

### Età contemporanea
In seguito alla conquista garibaldina del Mezzogiorno d'Italia e la successiva Unità d'Italia, avvenuta nella seconda metà del XIX secolo, nei primi decenni del secolo seguente molte delle antiche strutture economiche minoresi, prima fra tutte quella dei mulini e pastifici, conobbero una profonda e irreversibile crisi.
Nel settembre del 1943, durante la seconda guerra mondiale, Minori fu uno dei teatri del cosiddetto sbarco di Salerno: con questa operazione gli Alleati accedevano alla costa tirrenica della penisola italiana e aprivano la strada per avanzare verso Roma. Precisamente, il 9 settembre 1943, Minori accolse lo sbarco del X Corpo d'armata britannico comandato dal generale Richard McCreery.

La spiaggia minorese dopo l'alluvione del 1954.

Nel 1954 Minori fu, durante l'alluvione di Salerno del 1954, il paese meno colpito tra quelli che subirono danni e vittime. Si contarono tre vittime, due bambine e una donna, mentre molti edifici andarono distrutti (tra questi le due cartiere e l'officina meccanica della cittadina). Nel 1980 Minori risentì anche del terremoto che colpì l'Irpinia.

### Simboli
Lo stemma è stato riconosciuto con decreto del Capo del Governo del 16 luglio 1936.
Il gonfalone è un drappo di bianco con la bordatura di rosso.

## Monumenti e luoghi d'interesse

### Architetture religiose

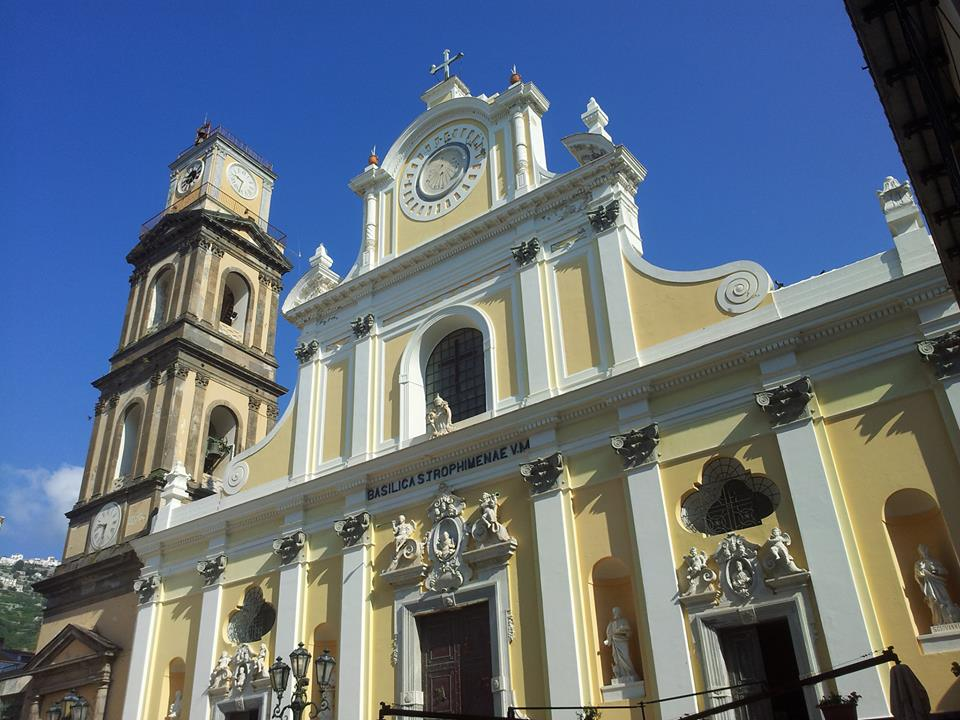
Facciata della Basilica di Santa Trofimena.

- Basilica di Santa Trofimena, il principale monumento religioso di Minori. Con le sue peculiarità artistiche e costruttive, questa basilica contribuisce a valorizzare ulteriormente il settore che riguarda l'architettura sacra del secolo XVIII in costiera amalfitana. Dal 1910 la basilica ha il rango di basilica minore[37].
- Chiesa dell'Arciconfraternita del SS. Sacramento, inserita nel grande complesso strutturale della cattedrale. I suoi locali occupano parte della navata centrale e della navata nord dell'antica chiesa, di cui sono tuttora ben visibili le antiche absidi. La chiesa custodisce un organo in legno del 1700, mentre sull'altare centrale si trova il quadro, datato 1514, che rappresenta la Madonna del Rosario circondata dai Santi venerati nelle Chiese di Minori. Oltre che centro organizzativo di varie attività liturgiche e caritative, la confraternita, a cui sono aggregati circa 150 soci, costituisce la sede del gruppo dei Flagellanti o Battenti, particolarmente attivo nelle suggestive celebrazione della Settimana Santa[38].
- Chiesa di Santa Lucia, anticamente detta Santa Lucia alla Fiumara, per la sua vicinanza alla zona circostante il corso del fiume, è uno dei più antichi edifici sacri di Minori, certamente risalente, se non addirittura precedente, ai tempi della Repubblica di Amalfi: un documento dell'anno 993 riporta un inventario dei beni mobili della chiesa. Forse nel XIII secolo accolse forma di vita cenobitica femminile, e certamente nel secolo seguente ospitava un nutrito gruppo di battenti. Nel corso dei secoli fu spesso oggetto di interventi di restaurativi, ultimo dei quali datato novembre 1980. Attualmente la chiesa si presenta in buone condizioni e pienamente adatta alle esigenze di culto liturgico[39].
- Chiesa di Santa Maria della Sanità, fondata nel 1625 e adattata per conservare il quadro della Madonna della Sanità e una statua, anch'essa della Madonna[40].

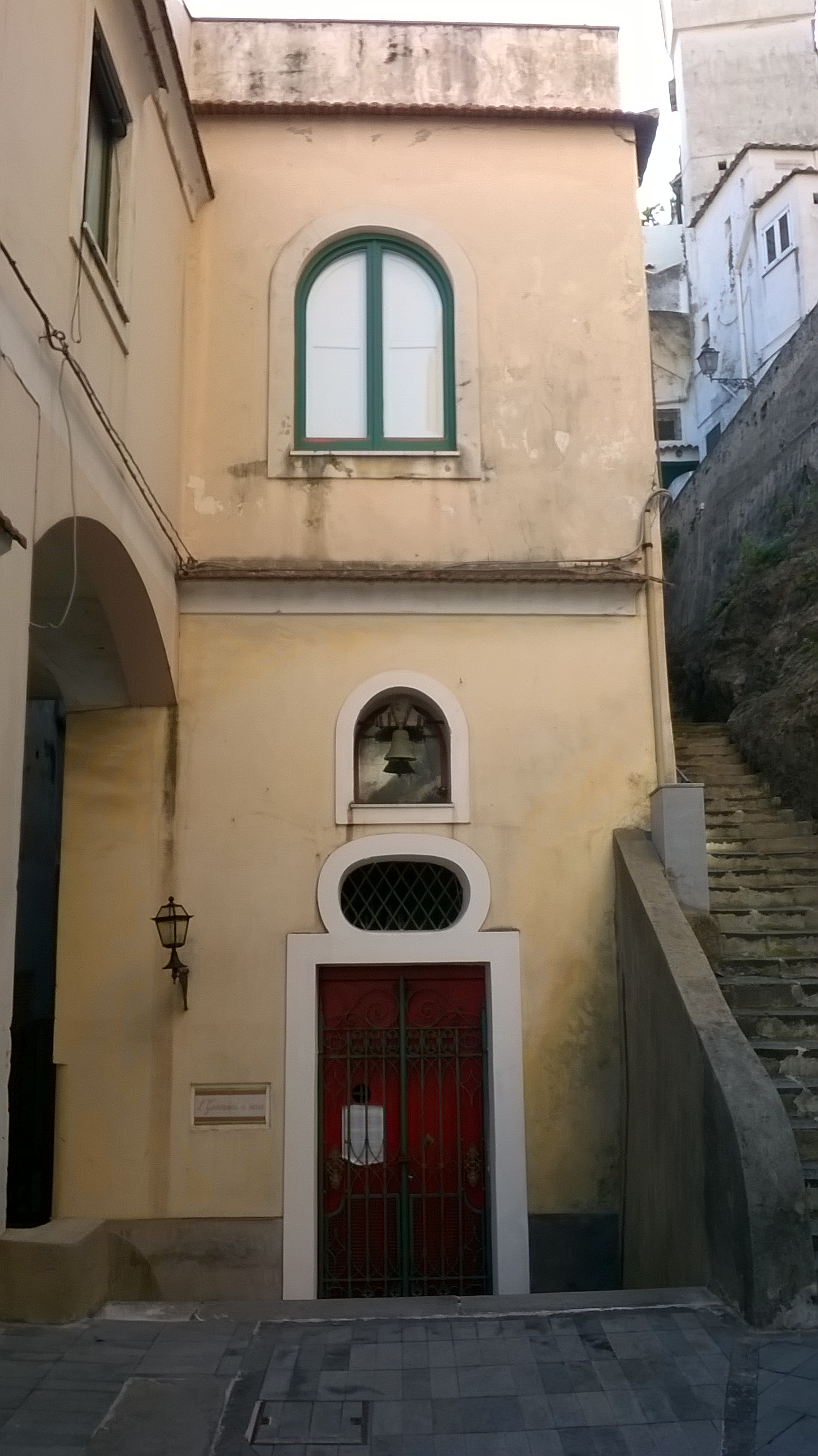
Facciata della Chiesa di San Giovanni a Mare.

- Chiesa di San Giovanni a Mare, sorge nella parte occidentale della cittadina, in prossimità del litorale. Attestata la prima volta come chiesa privata nel 961, la si ritrova nei documenti successivamente (1104) quale termine di confine di beni immobiliari. Nel 1118 fu donata dal vescovo Stefano all'Abbazia di Cava della Santissima Trinità. Vi vennero così ad abitare i monaci neri e il priore per moltissimi anni. Venne consacrata nel 1144 dal vescovo minorese Costantino, ma nel 1620, con l'estinzione della piccola comunità monastica, la chiesa ebbe un periodo di abbandono e di degrado. Successivamente è stata restituita dai benedettini cavesi alla parrocchia di Santa Trofimena, che ha provveduto al restauro. Oggi la chiesa è diventata una cappella, vicino alla quale si trovano le mura di un'antica residenza nobile, la cosiddetta Torre Paradiso[41].

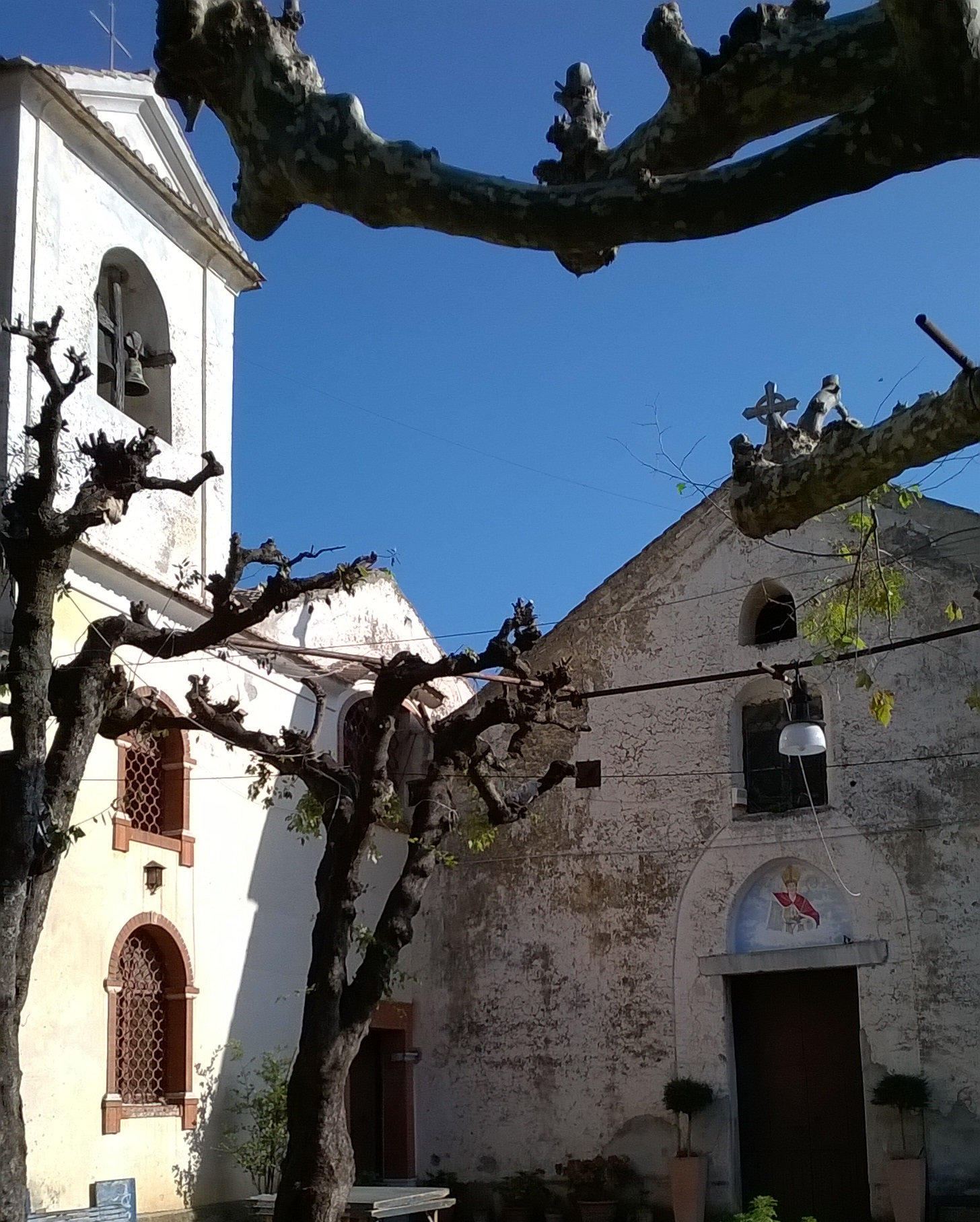
Facciata della Chiesa dei Santi Gennaro e Giuliano a Villamena.

- Chiesa dedicata a San Gennaro e Giuliano a Villamena, fondata presumibilmente tra i secoli X e XI. Adagiata in una zona pianeggiante al centro del villaggio di Villamena, presenta uno sviluppo est-ovest, ricalcando probabilmente le linee architettoniche dell'antica cattedrale, cioè con tre navate. Questa chiesa è anche la sede della parrocchia di Villamena. Da tempo, a causa della poca stabilità della struttura e in modo particolare del tetto, non viene officiata. Recentissime sono stante intraprese delle opere di restauro, finalizzate non solo a rendere sicuro e stabile il complesso, ma anche a riportare eventualmente al pristino stile romanico l'intero edificio[42].
- Chiesa di Santa Maria delle Grazie, contigua alla chiesa di San Gennaro e con essa comunicante. Svolge le normali funzioni di culto parrocchiale e la sua fondazione risale alla prima metà del Cinquecento. Fu edificata per ospitare la confraternita di Villamena. Restaurato negli anni settanta, l'edificio è composto di una sola navata coperta con volta a botte[43].

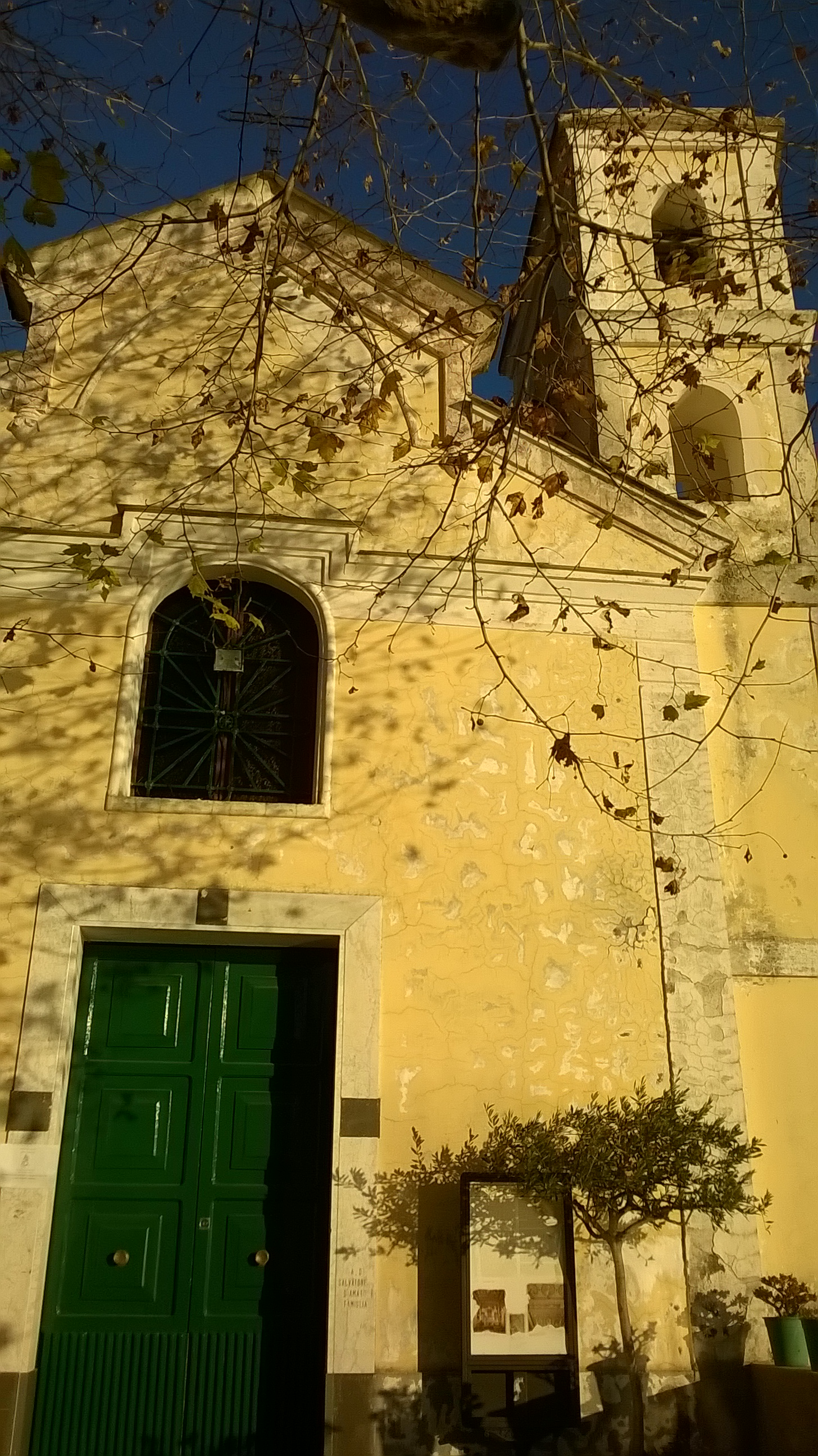
Facciata della chiesa di San Michele Arcangelo.

- Chiesa di San Michele Arcangelo a Torre, sede della terza parrocchia minorese, dopo Minori centro e Villamena. La data di fondazione è incerta, ma è certamente più antica del 1270, quando si incontra la prima testimonianza documentaria su di essa. Semplice è la struttura dell'edificio, con ingresso unico, facciata piana e piccola torre campanaria[44].

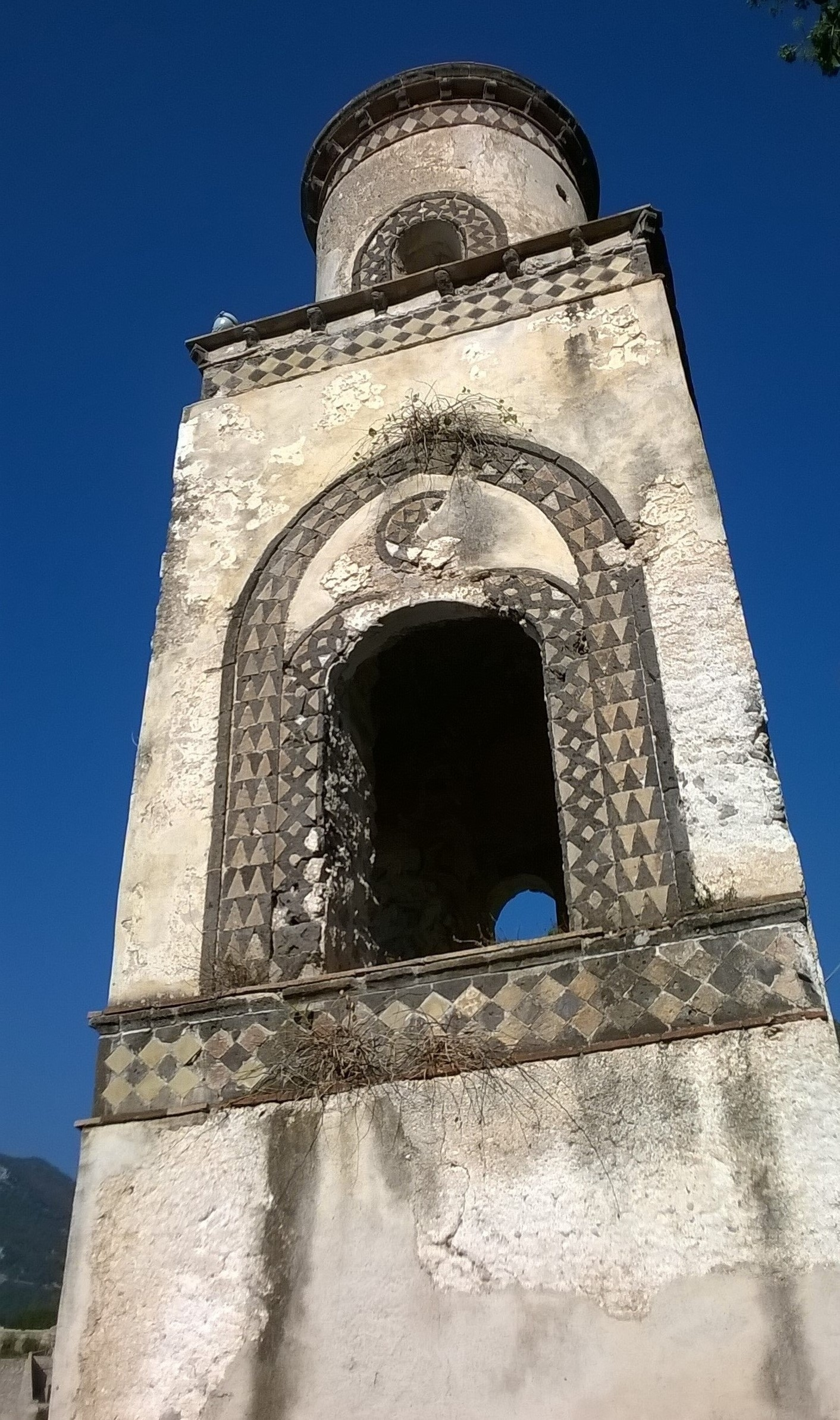
Il campanile dell'Annunziata.

- Chiesa di Santa Maria Annunziata a Torre, definitivamente abbattuta nel 1950 per motivi di sicurezza. Esiste però ancora il campanile, che è stato recentemente oggetto di studio specifico da parte di architetti e storici d'arte. Posta nella località anticamente denominata Minoli, la chiesa rappresenta un rarissimo esempio di edificio bizantino-arabo: tracce delle due absidi, insieme con alcune pitture bizantineggianti, sono ancora visibili. La fondazione risale al secolo XI o al più tardi agli inizi del secolo seguente, periodo in cui fu innalzato il campanile. In posizione elevate, esso è ben visibile da molte località della costiera[45].
- Chiesa all'Angelo Custode al Monte, originariamente era conosciuta come “Sant’Angelo ali Lastri”, legata alla presenza sul territorio del Villaggio del Monte di molti ulivi selvatici o Oleastri, nel dialetto minorese “Lastri”. Fu fondata con ogni probabilità nei primi decenni del XIII secolo, anche se le prime testimonianze risalgono soltanto al 1444. L’ingresso principale sormontato da ampio finestrone arcuato con alla base una cornice sorretta da mensole. Due paraste poste ai lati arricchiscono, infine, le linee architettoniche della facciata. Accanto ad essa si erge un campanile, costituito da due piani, nei quali si aprono finestroni ad arco a tutto sesto. L’interno è composto da un’unica navata, a pianta rettangolare della lunghezza di 11,70 metri e larga 4,25. Coperta da una volta a botte, sormontata da un'ulteriore tettoia, presenta un pavimento maiolicato.
- Chiesa di San Nicola a Forcella, fondata probabilmente verso la fine dell'XI secolo. La tradizione si limita a ritenerla fra le più antiche chiese minoresi[46]. La prima menzione documentaria risale comunque al 1204. Il vescovo Tommaso Brandolini la donò agli agostinani, che nel 1628 vi fondarono un convento. La presenza dei fati non si protrasse a lungo: la peste del 1656 segnò infatti anche la fine della vita cenobitica a San Nicola, ove comunque nei secoli seguenti vissero a più riprese alcuni eremiti. Attualmente la chiesa, completamente restaurata, si presenta a pianta regolare, con un altare sormontato dalla nicchia con la statua di San Nicola. Attualmente il 1º maggio rappresenta per tutti i minoresi, l'appuntamento di un pellegrinaggio a san Nicola, ormai già entrato a far parte della tradizione popolare[47]

#### Chiese non più esistenti
- Chiesa di Santa Maria Maddalena, attigua alla vecchia cattedrale[48].
- Chiesa di Sant'Efremo, situata in località il Sorbo[48].
- Chiesa di Santa Maria Vetrana, realizzata nel 1112. Ancora oggi se ne intravedono i ruderi in un giardino[48].
- Chiesa di San Giovanni Evangelista o San Giovanni Piccolo, fondata probabilmente nel Quattrocento e condannata a totale rovina tra la fine del XVII e l'inizio del XVIII secolo[48].
- Chiesa di Sant'Erasmo, ubicata un tempo nel centro del paese nel 1070. Fiorente nel XIV secolo, deperì nei secoli seguenti, tanto che a metà Cinquecento restava in piedi solo una parete[49].
- Chiesa di San Bartolomeo, chiamata comunemente San Bartolomeo alla Fiumara, era sita in un vicolo omonimo[49].
- Chiesa di San Paolo[49].
- Chiesa di San Salvatore a Paradiso, edificata tra i secoli XI-XII e chiusa al culto, per le pessime condizioni, alla fine del Cinquecento[49].
- Chiesa di Tutti i Santi, chiusa al culto alla fine del XVI secolo. Se n'è perduta ogni traccia[50].
- Chiesa di Santa Felicita a Villamena, di antica fondazione. Oggi non si conserva alcuna traccia[50].
- Chiesa di Santa Caterina a Villamena, chiusa al culto nel Seicento[51].
- Chiesa di San Marco a Torre, sottratta al culto liturgico verso la fine del Seicento[51].
- Chiesa di San Vito a Torre, fondata nel 1034 e caduta in rovina successivamente. L'ultima documentazione su di essa risale al XVI secolo[51].
- Chiesa di San Pietro al Petrito, fondata probabilmente nel XII secolo[52].
- Chiesa di San Leone al Petrito, fondata nel 1242 e chiusa all'esercizio di culto nel 1554[52].
- Chiesa di San Martino a Sangineto, esposta nel corso dei secoli all'abbandono e all'incuria: infatti durante la visita pastorale del dicembre 1607 si poté constatare solo la presenza dei muri perimetrali[52].
- Chiesa di San Michele Arcangelo a Terrigno, fondata precedentemente al 1033 (anno della prima documentazione). Non esisteva più verso la metà del Seicento[53].
- Chiesa di San Nicola a Volpicella[53].
- Chiesa di San Sebastiano, centro religioso di Minori alta per tutto il Medioevo. Nel Seicento comparvero i primi segni di decadenza: invece di intraprendere opere di restauro, per motivi di sicurezza fu fatta demolire la navata destra. Lo stato peggiorò nei decenni seguenti, tanto che alla fine del secolo XVIII sia la chiesa sia l'edificio adiacente andarono completamente in rovina[53].
- Chiesa di San Matteo a Forcella, dedicata all'evangelista San Matteo e menzionata per la prima volta in un documento del 1088. A metà Cinquecento fu rinvenuta in rovina, senza alcun ornamento[54].
- Chiesa di Santa Caterina a Pontomenna, situata nel casale di Pontomena. Già verso il secolo XVI appariva gravemente danneggiata e fu così sottratta all'esercizio culto liturgico[54].
- Chiesa di Santa Lucia alla Riola, o Ariola, o anche Auriola, fu ritrovata "diruta e prostrata" a metà Cinquecento[54].
- Chiesa di Santa Maria di Marmorata[54].
- Chiesa di Santa Maria de Turricella[54].

### Architetture civili

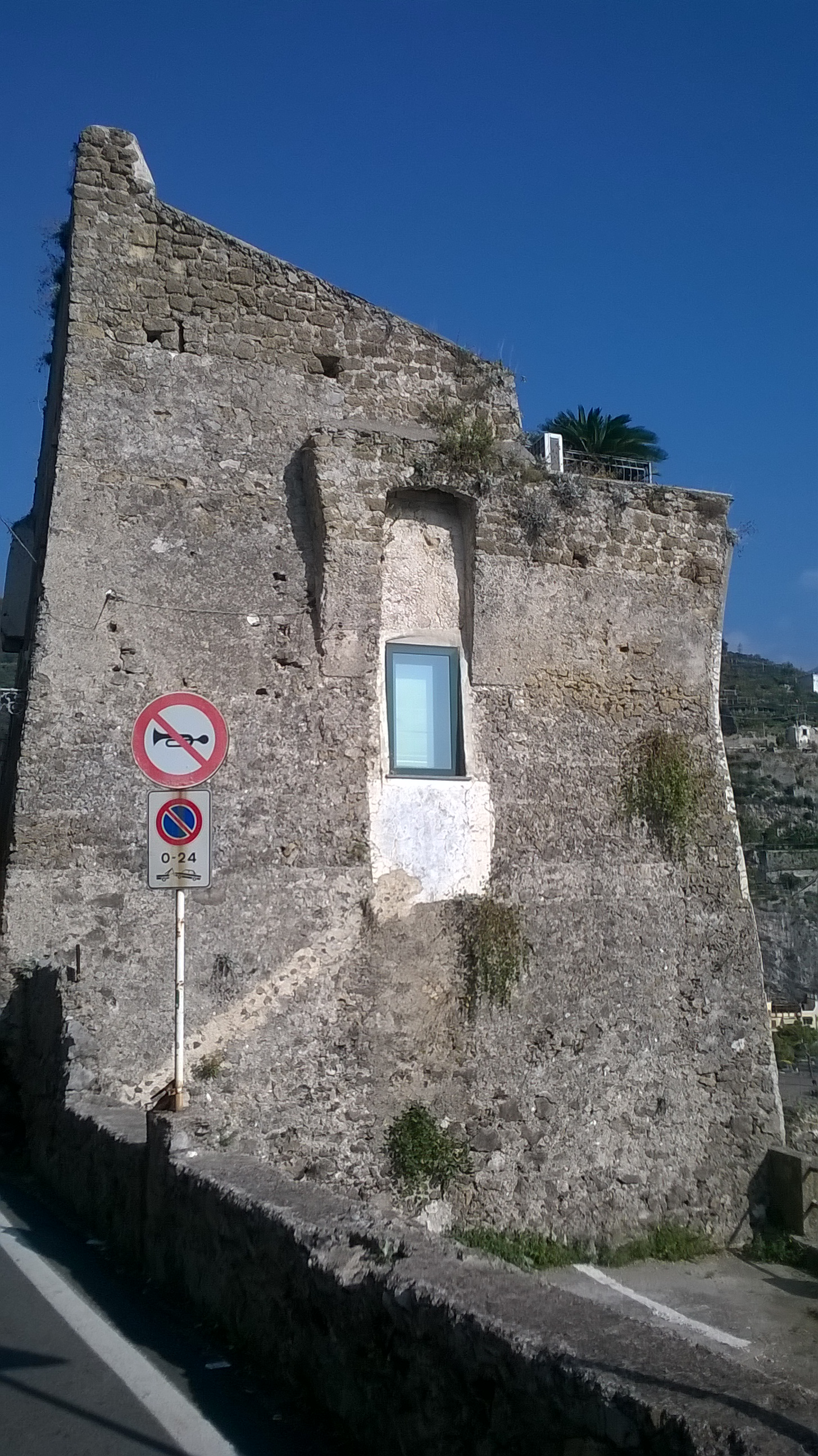
La Torre Paradiso.

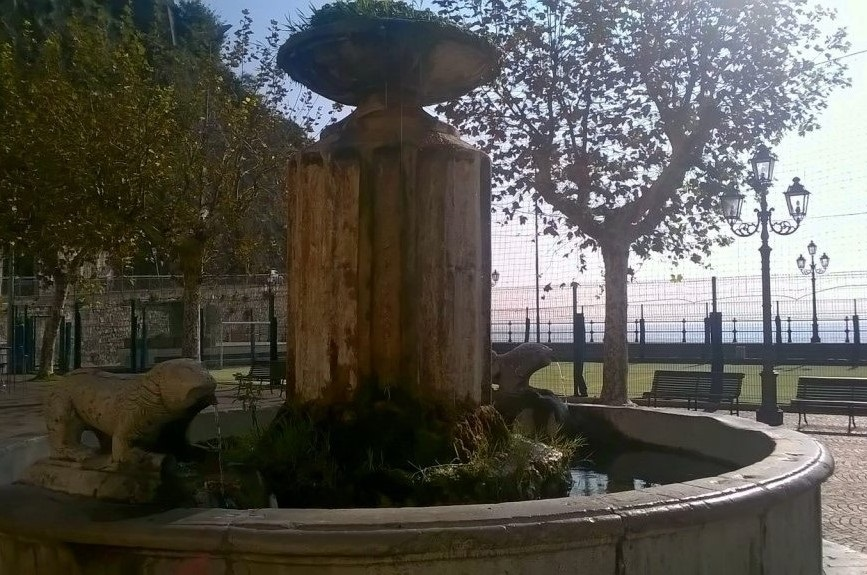
La fontana dei leoni.

- Nel periodo medievale furono costruite le torri sul mare a difesa delle comunità costiere contro gli assalti dei pirati saraceni. La Torre Costiera detta del Paradiso venne costruita alla fine del XVI secolo e rappresentava, in quell'epoca, la più alta della cittadina. È del tipo canonico quadrato, con due caditoie intatte. Fu terminata nel 1595. Oggi è inglobata in un complesso assai caratteristico di abitazioni mentre alcuni secoli fa si elevava ancora in posizione isolata[55][56]. Altre torri antiche sono quella dell'Annunziata sulla riviera di levante al confine con Maiori e l'altra in via Garofalo già Calata Ponte. Quest'ultima non è più prospiciente al mare, perché retrostante ai fabbricati del lungomare[56].
- Alcune edicole votive sono sparse per le strade della cittadina[56].
- La fontana dei leoni è posta in testata nel verdeggiante giardino pubblico situato lungo il litorale. Si tratta di un interessante arredo urbano di grande valore, composta con leoni databili al più tardi all'XI secolo e con un rocco di colonna scanalata proveniente da un monumento classico, su cui è un vaso con piante acquatiche[56][57].
- All'ingresso di Minori, proveniente da Maiori, in alto vi è il castello Mezzacapo[56].
- Sul mare sulla scogliera di ponente vi sono dei bastioni con mezze torri cilindriche con cornice torica, costruiti probabilmente fra il 1880 e l'83[56].
- Minori, oltre alle torri suddette era cinta da mura; queste furono completamente distrutte da un violento temporale che si abbatté sulla cittadina l'11 aprile 1597[56].

### Monumenti pubblici

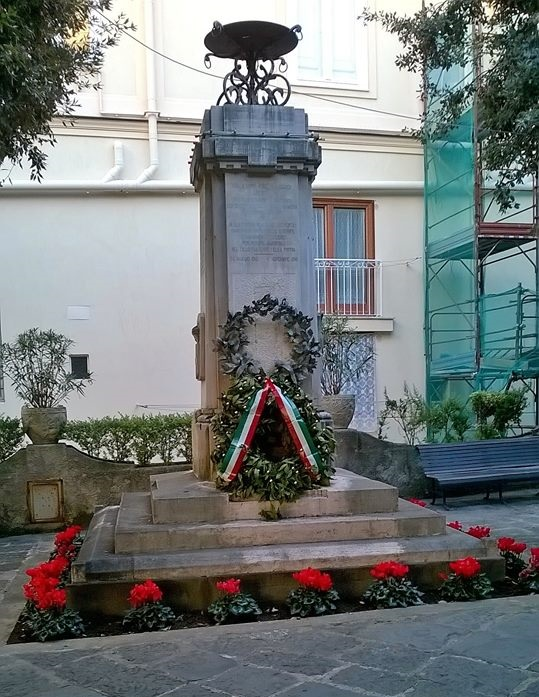
Il monumento ai Caduti.

- Il Monumento a Santa Trofimena fu eretto in occasione dei festeggiamenti del 175º anniversario del secondo ritrovamento delle sue reliquie, nell'anno 1968[57].
- Il monumento ai Caduti della prima guerra mondiale sorse in origine in una zona a sud della piazza Umberto; poi, per ragioni di viabilità, fu spostato al sito ove attualmente si trova e cioè alla Via Maggiore Garofalo. Fu inaugurato il 4 novembre 1928[57].
- Il monumento alla Santa Croce è sito in piazza Cantinela[58].

### Siti archeologici
(Vittorio Sgarbi)
La Villa romana di Minori del I secolo d.C., scoperta tra il 1950 e il 1954, risepolta dall'alluvione del 26 ottobre 1954 e poi nuovamente riportata in luce. Rispecchia la struttura tipica della "villa marittima" con le sale di rappresentanza collocate a ovest del complesso e gli ambienti termali a est. Si discosta così dai tipi di ville note a Pompei ed Ercolano ed è più simile a quelle stabiane, con soluzioni a effetto scenografico, quali lo sviluppo di semicolonne e nicchie angolate. L'Antiquarium annesso, raccoglie i materiali provenienti dallo scavo della villa, suddivisi per classi di appartenenza. Anche se non corredati da un'esauriente documentazione scritta, i dati materiali permettono di affermare che la villa ha costituito da sempre il centro su cui è cresciuto il paese di Minori.

## Società

### Evoluzione demografica
Abitanti censiti

### Etnie e minoranze straniere
Al 31 dicembre 2020, a Minori risultavano residenti 49 cittadini stranieri (l'1,8% della popolazione), in gran parte provenienti dalla Romania (16) e dall'Europa orientale.

### Religione
La maggioranza della popolazione è di religione cristiana di rito cattolico appartenenti all'arcidiocesi di Amalfi-Cava de' Tirreni.

#### Festività

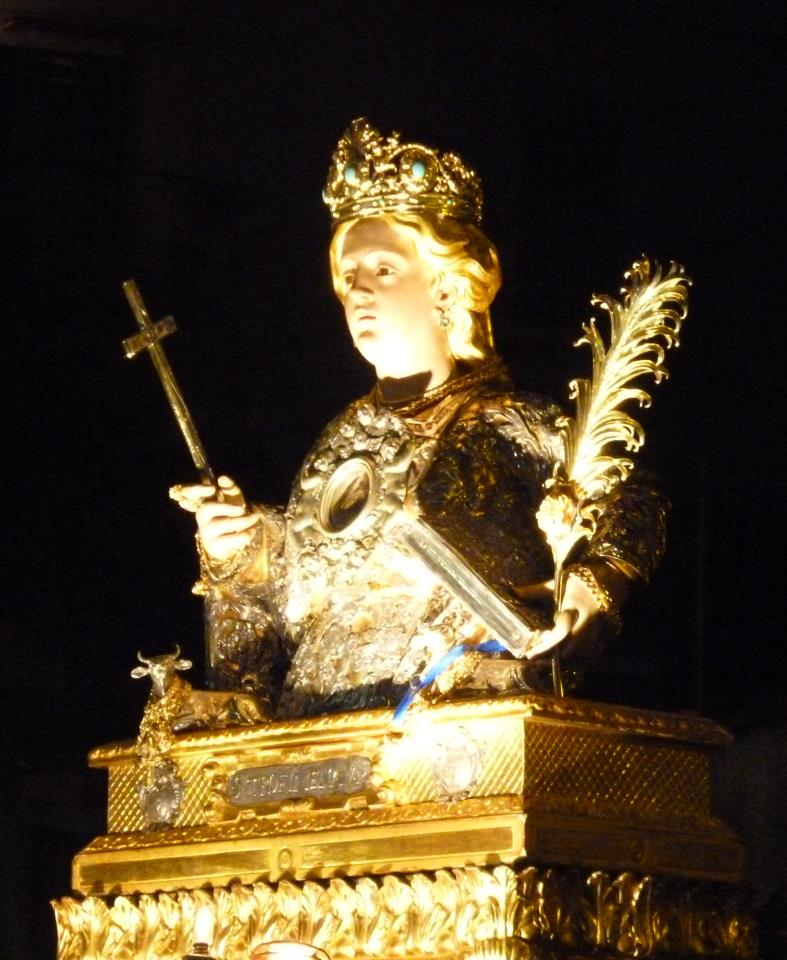
Statua di Santa Trofimena.

La principale festività di Minori è la "festa patronale di Santa Trofimena", celebrata in tre ricorrenze: il 5 novembre in memoria del giorno in cui fu martirizzata e avvenne il ritrovamento del suo corpo sulla spiaggia della città; il 27 dello stesso mese, in memoria del secondo ritrovamento delle reliquie, e il 13 luglio per commemorare la traslazione da Benevento alla prediletta sua chiesa. In ciascuna di esse il paese eleva alla cara Protettrice manifestazioni folcloristiche con musiche e fuochi, in una cornice di colori e luce, mentre a Lei rivolge espressioni di grande devozione, di ardente lode e di perenne gloria.
Altri eventi religiosi sono:
- Il Lunedì dell'Angelo, conosciuto ormai come la festa del "casatiello".
- La festa del 12 luglio in ricordo dei caduti di tutte le guerre, con la deposizione di corone di alloro ai monumenti ai caduti e con il suggestivo lancio a mare.
- Il 27 giugno la festa è solo di pratica liturgica e con essa si ricorda quando, per miracolosa mano di S. Trofimena, Minori scampò all'attacco dei saraceni.

Oltre agli eventi citati, va ricordata la Pasqua che accompagna la tradizione dei "battenti".

#### Diocesi
La diocesi di Minori venne eretta nel 987, ed era suffraganea dell'arcidiocesi di Amalfi. Il 27 giugno 1818, in seguito al concordato tra papa Pio VII e Ferdinando I, fu soppressa e aggregata all'arcidiocesi di Amalfi in forza della bolla De utiliori dello stesso papa Pio VII.

## Economia

### Agricoltura
Le coltivazioni presenti nel territorio di Minori sono state da sempre caratterizzate dalle condizioni climatiche della località, nonché dell'orografia dei siti e dai corsi d'acqua ivi esistenti. Il paesaggio agrario di Minori nei secoli passati era contraddistinto da vari tipi di coltivazione. Nelle località più interne molto diffuso era il castagneto, costituito da piante da frutta, che producevano soprattutto le squisite "castagne zenzale" di grosse dimensioni. Un'altra coltivazione molto antica era il vigneto. I minoresi producevano anche l'uva passa, chicchi di una secca che ancora oggi qualche amalfitano di Calabria confeziona in foglie secche di limone.
Accanto alle abitazioni urbane di Minori erano spesso presenti orti e giardini, che costituivano la base alimentare fondamentale per la popolazione del centro costiero. In tali giardini erano coltivati soprattutto ortaggi e verdure, ma nello stesso tempo si trovavano vari tipi di alberi da frutto, quali ad esempio i pomi, i gelsi e i fichi. Questi ultimi erano oggetto di esportazione verso la capitale del regno meridionale. Un altro aspetto dell'economia di Minori e dei dintorni che affiora dalla documentazione disponibile con chiarezza e certezza è rappresentato dalla presenza, a partire dalla seconda metà del Duecento, dell'oliveto, presenza che si iscrive nella valorizzazione del paesaggio della costa avviata nei secoli anteriori. La coltivazione dell'olivo appare tuttora sparsa in tutto il territorio amalfitano.
I continui traffici con l'Oriente favorirono l'introduzione nella costiera amalfitana non solo di spezie, droghe, pietre preziose, ma anche di agrumi, in particolar modo di limoni. Così diversi limoneti furono impiantati in una prima fase, tra il X e l'XI secolo, a Cetara, Maiori e Minori. Le piante venivano e vengono tuttora legate, durante la loro crescita, a impalcature costituite da pali di legno, onde evitare lo sviluppo in altezza, che determinerebbe una produzione con scarso rendimento. Durante la stagione invernale le piante venivano coperte mediante fogliame di alberi silvestri, per proteggerle dalla grandine. Oggi per lo stesso scopo viene utilizzata una più efficace copertura con reti a maglie molto strette. Varia qualità di agrumi crescono nei limoneti di Minori. Tra le più diffuse ci sono i centrangoli e i marangoli, piante da innesto per limoni e arance, i limoncelli de India i limoncelli piccoli, i nostrati, i cedri, i ponsiri, limoni asiatici che possono raggiungere ancue il peso di tre chilogrammi. Questa qualità di agrumi forniscono un contributo determinante al pittoresco aspetto del paesaggio agrario della costa. Oggi particolarmente diffusa è la coltivazione di una specie di limone dalla forma affusolata e ricca di succo, lo sfusato, che viene continuamente richiesto in molte regioni d'Italia.

### Commercio e industria
Il piccolo scalo marittimo minorese, sin dai tempi del Medioevo, venne utilizzato prevalentemente per la commercializzazione di prodotti alimentari e per il trasporto di legname dalla spiagge al Cilento secondo gli usi sanciti dalla Tabula, amalfitana. I marinai minoresi svolgevano la propria attività sia sulla rotta della Calabria, della Sicilia e della costa africana settentrionale sia dedicandosi alla piccola pesca nei golfi di Salerno e Napoli.
Per secoli l'economia minorese si è basata sulla ricca produzione di pasta a mano, che faceva di Minori uno dei principali centri di produzione di pasta campana e del Regno delle due Sicilie. Nel centro del paese erano presenti numerosi mulini, alimentati dall'acqua del fiume che attraversa la valle in cui è situata Minori. L'intera produzione minorese di pasta a mano si è poi presumibilmente spostata a Gragnano, centro oggi tra i più famosi in Italia per la produzione di pasta.
Nel paese esiste una piccola industria artigianale di liquori a base di agrumi e rinomate pasticcerie artigianali (che hanno un discreto volume di esportazioni verso il Regno Unito).

## Cultura

### Istruzione

#### Pubbliche
- Scuola materna (dell'infanzia) in via Lama 35
- Scuola elementare (primaria): Istituto Comprensivo Maiori-Minori "R. Rossellini" in via Giovanni XXIII - Cap: 84010
- Scuola media (secondaria di I grado): Istituto Comprensivo Maiori-Minori "R. Rosselini" in via Giovanni XXIII
- Scuola Superiore: Istituto Tecnico per il Turismo "Marini-Gioia" in via San Giovanni A Mare

#### Private
- Scuola Dell'Infanzia Privata Santa Trofimena in via San Pietro 13

### Arte
Le opere d'arte presenti sul territorio di Minori non sono mai state, se non marginalmente, oggetto di indagine; per la qual cosa, tranne occasionali citazioni, i riferimenti bibliografici sono rari. Assenti sono anche richiami nella letteratura specialistica ovvero documenti di commissione. Dal periodo medievale non si conserva quasi nulla fatta eccezione per i due problematici leoni della fontana sita sul lungomare. Quest'ultima, contrariamente a quanto asserito in passato, è collocabile a non prima della metà del XIX secolo. I due leoni, di cui non si ha menzione storica, sono stati riutilizzati come bocche d'acqua, ma il livello di corrosione indica una loro probabile collocazione all'aperto già nei secoli scorsi.
Tra la fine del XIV secolo e gli inizi del XV secolo può essere datato un affresco, conservato nella grotta dell'Annunziata, raffigurante la Vergine dei pescatori (Caffaro 1986). L'iconografia del dipinto ben evidenzia il rapporto devozionale fra le genti di mare e la Vergine alla quale affidano il loro benessere con una pesca abbondante e la loro salvezza nel pericolo. Cronologicamente successivi, con una datazione do poco precedente ala metà del Cinquecento, sono due dipinti su tavola raffiguranti Sant'Onofrio e San Gennaro, conservati nell'omonima chiesa di Villamena. Delle numerose opere degli ultimi decenni del secolo XVI, tutte di cultura manieristica e che costituiscono il nucleo più ricco e significativo dal patrimonio artistico minorese, un posto centrale occupano la Crocifissione a capoaltare maggiore e la Resurrezione di Gesù nell'absidiola destra della Basilica di Santa Trofinema. Senz'altro dei posti di rilievo spettano la Madonna con Sant'Aniello e un Santo Vescovo, databile al primo decennio del secolo, e la Madonna del Rosario, pala d'altare della Confraternita del SS. Sacramento.

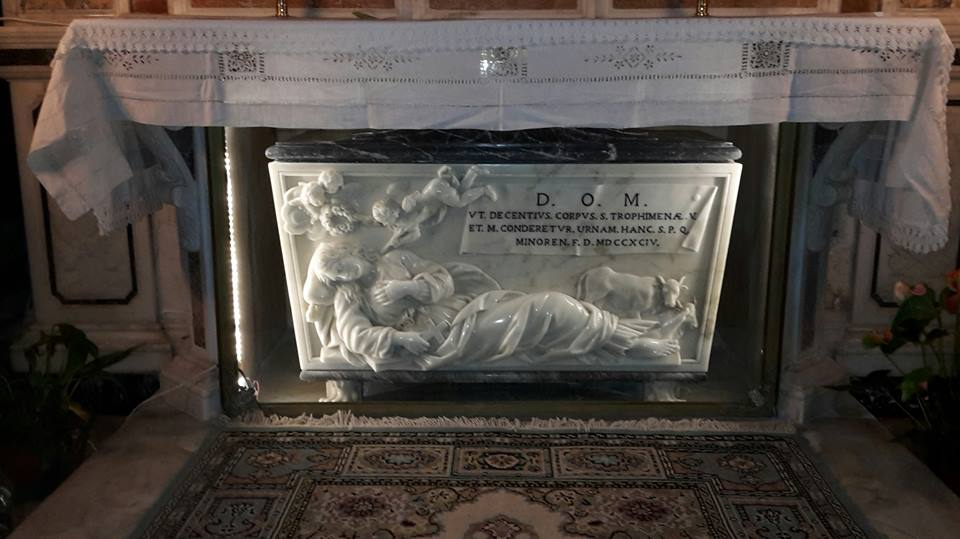
Urna di Santa Trofimena nella cripta della basilica.

Di notevole interesse è l'Estasi di San Pietro d'Alcantara, conservato nella chiesa di San Michele. Intorno alla metà del secolo può essere collocata una tela conservata in Santa Maria delle Grazie raffigurante Sant'Anna con la Vergine bambina fra Santa Caterina e Santa Barbara ed altri santi. Agli inizi del XVIII secolo è da datare una bella statua mezzobusto raffigurante San Giuseppe con il Bambino, conservata in Santa Trofimena. A conclusione di questa ampia panoramica è da ricordare il bassorilievo che introduce all'urna della Santa nella cripta della Basilica, datato 1794, con la fanciulla raffigurata serenamente addormentata su un morbido cuscino con il libro e la croce in mano, mentre ai suoi piedi pascolano le due giovenche, simboli della martire, che ricordano la leggenda del primo ritrovamento delle spoglie agli inizi del IX secolo.

### Teatro
Dal 1997, nel mese di settembre il paese ospita la manifestazione "Gusta Minori", una mescolanza di arte, cultura, spettacolo e gastronomia, di promozione delle tipicità locali e di produzione di spettacoli, con musiche e testi originali. Sulla spinta dei numerosi consensi e dei successi conquistati nel corso degli anni, il Gusta Minori rappresenta la perfetta combinazione tra spettacolo e degustazione di appetitosi prodotti tipici di Minori e della costiera.

### Cucina
Tra le città della costa, Minori è la più accreditata nella tradizione culinaria, poiché vanta la conservazione del più antico piatto di pasta, gli ndunderi, ancora oggi presenti sulle mense di tante famiglie minoresi. Un altro tipo di pasta, la cui invenzione è attribuita a massaie o maccaronari minoresi, è il riccio. Anche le lagane sono una pasta largamente presente nella tradizione culinaria minorese. I prodotti tipici della gastronomia locale sono a base di limone, il frutto simbolo dell'agricoltura minorese, e di agrumi: tagliolini al limone e il risotto con agrumi e gamberetti. Minori è però famosa in tutto il mondo soprattutto per i prodotti pasticceri, tra tutti le delizie al limone e la torta ricotta e pere. Per esaltare la gastronomia minorese, ogni anno si svolge il Gusta Minori, una kermesse gastronomica che è tra le manifestazioni estive più attese della provincia di Salerno.

## Infrastrutture e trasporti

### Principali arterie stradali
- Strada statale 163 Amalfitana, principale asse viario di accesso al territorio comunale.

## Amministrazione

### Sindaci
| Periodo        | Periodo        | Primo cittadino | Partito               | Carica  | Note |
| -------------- | -------------- | --------------- | --------------------- | ------- | ---- |
| 23 aprile 1995 | 13 giugno 1999 | Angelo Amorino  | centro                | Sindaco |      |
| 13 giugno 1999 | 12 giugno 2004 | Giuseppe Lembo  | centro                | Sindaco |      |
| 13 giugno 2004 | 6 giugno 2009  | Giuseppe Lembo  | lista civica          | Sindaco |      |
| 7 giugno 2009  | 25 maggio 2014 | Andrea Reale    | lista civica          | Sindaco |      |
| 25 maggio 2014 | in carica      | Andrea Reale    | lista civica Via Nova | Sindaco |      |

### Gemellaggi
- Patti, dal 2018

### Altre informazioni amministrative
Le competenze in materia di difesa del suolo sono delegate dalla Regione Campania all'Autorità di bacino regionale Campania Sud ed interregionale per il bacino idrografico del fiume Sele.